# Myra Breckinridge (romanzo)
(Gore Vidal, Myra Breckinridge, incipit del romanzo)
Myra Breckinridge è un romanzo satirico dello scrittore statunitense Gore Vidal, pubblicato nel 1968, feroce e dissacrante nel dipingere con ironia il mito di Hollywood e il "Sogno americano".

## Trama
Myra, una procace bionda ventinovenne, si presenta a Hollywood dall'ex attore Buck Loner dichiarando di essere la vedova di suo nipote Myron Breckinridge e accampando pretese sull'eredità del nonno di lui, che molti anni prima aveva acquistato un terreno agricolo poi inglobato nell'espansione edilizia di Los Angeles, al punto che Buck vi aveva edificato un'accademia per aspiranti attori. A Myra, in attesa che la sua posizione venga chiarita (Buck, conoscendo le tendenze omosessuali di Myron, non crede che il nipote l'abbia realmente sposata) viene offerto il posto di insegnante di portamento nell'accademia. Dopo aver fatto la conoscenza dei suoi allievi, Myra desidera instaurare un rapporto particolare con due di loro, che formano una coppia di fidanzatini: la canadese Mary-Ann Pringle e il polacco americano Rusty Godowsky. Con la scusa di dover sottoporre quest'ultimo ad un esame medico, lo fa spogliare e lo sodomizza con un fallo artificiale; ciò provoca una crisi nel rapporto del giovane con Mary-Ann, che ad una festa (che presto degenera in un'orgia) viene sedotta da Myra.
Nel frattempo, Buck Loner s'informa sulla situazione matrimoniale di Myra, e scopre che il suo matrimonio non è stato registrato in nessuno degli Stati Uniti. Myra allora corrompe il dottor Randolph Montag, suo dentista e psicoterapeuta, perché spergiuri di essere stato presente al suo matrimonio in Messico. Gli avvocati di Loner rivelano però che non ci sono prove della morte di Myron; Myra, non potendo più reggere la sua finzione, rivela allora di essere la stessa persona, e di aver assunto un'identità femminile dopo un'operazione di cambio di sesso a Copenaghen. Buck accetta allora di dividere l'eredità con la nipote.
Myra ha poi un grave incidente stradale, in seguito al quale rimane per molti giorni in coma e le vengono asportate le protesi al seno. Non avendo potuto assumere ormoni femminili per molto tempo, il suo corpo torna a mascolinizzarsi.
Dopo tre anni, Myra (che ha ripreso il nome di Myron e la sua identità maschile) vive in un piccolo ranch della San Fernando Valley con Mary-Ann. Rusty è diventato un attore famoso e si è dato all'omosessualità, mentre Buck continua a dirigere l'accademia.

## Critica
Pubblicato nel 1968, in pieno clima da "contestazione", Myra Breckinridge rappresenta per la prima volta un'ideale "donna trionfante, prototipo di una nuova genia di esseri dotati di intelligenza superiore, bellezza indiscutibile, ambizioni altissime e di una fantasia smisurata che non si contenta di vagheggiamenti". Scritto come una sorta di diario, il libro ha imposto Vidal come grande autore satirico e fustigatore dei vizi della società statunitense. Come ha notato Graziella Pulce sulle pagine di Alias, l'inserto settimanale del quotidiano il manifesto: "La storia di Myra/Myron toccava questioni scottanti (siamo nel 1968, ndr): ruoli sessuali e relative lotte, la natura del potere, la funzione della letteratura, la facoltà dichiaratamente mitopoietica del cinema, ma anche il binomio cultura-denaro. Tutto ciò non solo era esposto brillantemente da un Vidal in stato di grazia, ma ogni elemento era anche consapevolmente messo in discussione e trattato criticamente. [...] Myra Breckinridge è davvero un romanzo scabroso perché celebra il trionfo di un nuovo genere sessuale e insegna a combattere contro il potere degli uomini, di cui il protagonista conosce vizi (tanti) e virtù (pochissime e caduche)." Il piano di Myra è semplice: procedere con "la distruzione delle ultime tracce residue nella razza della virilità tradizionale allo scopo di riallineare i sessi, riducendo così la popolazione mentre si aumenta la felicità umana e si prepara l'umanità per il suo stadio successivo".

## Origine e fortuna
Vidal progettò inizialmente di scrivere  Myra Breckinridge come racconto per la rivista osé Oh! Calcutta! ma presto decise di sviluppare la storia in forma di romanzo. Scrisse la prima bozza a Roma in un mese; dopo un paio di settimane di composizione l'autore decise di fare di Myra una donna transessuale. Il cognome "Breckinridge" fu preso da Bunny Breckinridge, un aiuto-regista di Ed Wood.
Dedicato all'amico Christopher Isherwood, il libro, considerato osceno da più di un critico, si è trasformato in brevissimo tempo in un best seller di successo: tre milioni di copie vendute in poche settimane e novecentomila dollari pagati dalla Fox a Vidal per i diritti cinematografici. Rifiutato in Australia, edulcorato per il mercato inglese, in Italia è stato pubblicato con coraggio da Valentino Bompiani nel 1969. Oggi è edito da Fazi, l'editore romano che sta ripubblicando l'opera completa dello scrittore statunitense.

### Critica
Myra Breckinridge esplora la mutabilità dei ruoli di genere e dell'orientamento sessuale come costrutti sociali . Primo romanzo in cui il personaggio principale si è sottoposto a un cambio di sesso, fu lodato da Edmund Miller in quanto "un'immagine brillantemente scelta per la satira del costume contemporaneo." Arnie Kantrowitz definì il personaggio eponimo "un surrogato comico [che] guarda la vita da ambo i lati" e "brandisce un malizioso dildo nella sua guerra ai ruoli di genere," e Joseph Cady scrisse che il romanzo "trafigge la sessualità americana convenzionale".

### Sequel
Il 1975 è l'anno del sequel del romanzo, Myron. Per ovviare alla censura, e fare satira del potere giudiziario americano, Vidal sostituisce tutti i termini sessuali e le parti anatomiche dei personaggi con i nomi dei giudici della Corte suprema americana. Nel 1987 i due libri sono pubblicati in un unico volume, e il turpiloquio di Myron ripristinato.

### Adattamento cinematografico
Nel 1970 dal romanzo viene tratto il film Il caso Myra Breckinridge (titolo originale Myra Breckinridge), diretto da Michael Sarne, con Raquel Welch (nel ruolo di Myra), John Carradine, John Huston, Mae West e Farrah Fawcett. A differenza del romanzo, il film non ebbe alcun successo tanto che nel 1978 è stato inserito nella lista dei 50 peggiori film di sempre nel libro The Fifty Worst Films of All Time..

### Tributo artistico
Nel maggio del 2012 viene realizzata la mostra Myra il tuo Pop, un omaggio a Gore Vidal all'interno del contesto progettuale Myra/on trasformazioni, presso la galleria LaStellinaArteContemporanea di Roma, ad opera di Natascia Raffio, esponente del pop surrealismo italiano, e di Silvia Faieta.

## Edizioni
- Myra Breckinridge, Introduzione di Claudio Gorlier, trad. Vincenzo Mantovani, Milano, Bompiani, 1969,  p. 262. Collana i Garzanti, Garzanti, Milano, 1973; Collana Tascabili n.282, Bompiani, 1989 ISBN 88-452-0883-4.
- Myra Breckinridge, traduzione di V. Mantovani, Collana Le Strade, Roma, Fazi Editore, 2007,  p. 294, ISBN 978-88-8112-882-2.